# Ceriagrion azureum
Ceriagrion azureum là một loài chuồn chuồn kim trong họ Coenagrionidae.
Loài này được xếp vào nhóm Loài ít quan tâm trong sách Đỏ của IUCN năm 2007.
Ceriagrion azureum is in 1891 voor het eerst wetenschappelijk beschreven bởi Selys.